# Tarasco spathiiformis
Tarasco spathiiformis är en stekelart som beskrevs av Marsh 1993. Tarasco spathiiformis ingår i släktet Tarasco och familjen bracksteklar. Inga underarter finns listade i Catalogue of Life.